# Svjetski dan zaštite životinja
Svjetski dan životinja (engl. World Animal Day, franc. Journée mondiale des animaux) ili Svjetski dan zaštite životinja (njem. Welttierschutztag, rus. Всемирный день защиты животных), međunarodni dan koji se obilježava 4. listopada svake godine, posvećen pravima životinja i njihovu blagostanju, s posebnim naglaskom na odnosu čovjeka prema ostalim životinjama i važnosti svih životinja za život na Zemlji.

## Povijest
Prvi spomen Svjetskog dana životinja može se naći 1924. u zahtjevu njemačkog pisca Heinricha Zimmermanna. Prva priredba s tim povodom bila je održana sljedeće godine, 4. listopada 1925. u Berlinskoj dvorani sportova.
Od 12. do 17. svibnja 1929. u Beču se održalo treće izdanje Međunarodnog kongresa zaštite životinja na kojem su prisustvovali predstavnici 152 društva za zaštitu životinja iz 32 zemlje. Na kongresu je prihvaćen popis zahtjeva izraženih u 23 točke. U posljednjoj točki zahtijevalo se uvođenje „Dana zaštite životinja”.
Posljednja prilika ukazala se 8. svibnja 1931. godine kada je bio održan Međunarodni kongres zaštite životinja u Firenci.
Svjetski dan životinja proglašen je 1931. na konvenciji ekologa u Firenci da bi se naglasio nepovoljan položaj ugroženih vrsta. Za Svjetski dan životinja bio je odabran 4. listopada jer se toga dana slavi svetkovina sv. Franja Asiškog, sveca zaštitnika životinja. Otada je Svjetski dan životinja postao dan prisjećanja i odavanja počasti svim životinjama, a poseban je naglasak stavljen na ljude koji vole i poštuju ostale životinje. Dan se slavi na razne načine u svakoj zemlji bez obzira na nacionalnost, religiju, vjeru ili političku ideologiju.
Pod geslom da je Svjetski dan životinja posebna prilika za svakoga tko skrbi o životinjama, misija je SDŽ-a proslaviti životinjski život u svim njegovim oblicima, proslaviti odnos čovječanstva sa životinjskim carstvom, priznati različite uloge koje životinje imaju u čovjekovu životu (čovjekovi drugovi koji mu pružaju potporu i pomoć, koji unose osjećaj čuda u njegov život), priznati i biti zahvalan za način na koji životinje obogaćuju čovjekov život. Cilj je Svjetskog dana životinja poboljšati standarde životinjskog blagostanja širom svijeta pružajući potporu i sudjelovanjem pojedinaca, grupa i organizacija koje skrbe o životinjama.
Britanske organizacije za zaštitu životinja odlučile su 4. listopada 2003. organizirati godišnje događanje i otada se broj događanja u povodu ovog datuma povećao u mnogim zemljama.
Centralna ideja ovog dana postalo je isticanje važnosti ostalih životinjskih vrsta s kojima čovjek dijeli planet, onih životinja koje su sve češće žrtve čovjekove sebičnosti, sadizma i nasilja. S obzirom na sve, obrazovanjem i javnim aktivnostima boraca za zaštitu životinja nastoji se stvoriti nova kultura poštovanja i senzibilnosti, koju gaji sve više ljudi u skladu sa svojim mogućnostima, čime bi ovaj svijet postao pravedniji za sve koji u njemu žive.

## Vanjske poveznice
- službeno mrežno mjesto